# André Hainault
André Hainault (im englischen Sprachraum auch Andrew Hainault, * 17. Juni 1986 in Hudson, Québec) ist ein ehemaliger kanadischer Fußballspieler und heutiger -trainer. Er wurde als Abwehrspieler eingesetzt, meist als Innenverteidiger, und war Nationalspieler seines Landes. Ab 2013 war Hainault in Deutschland beim VfR Aalen, dem 1. FC Magdeburg sowie zuletzt beim 1. FC Kaiserslautern aktiv, bei dem er im Sommer 2021 seine Spielerkarriere beendete.

## Spielerkarriere

### Vereinskarriere
André Hainault begann mit dem Fußballspielen beim Verein seiner Geburtsstadt Hudson, den Hudson Hawks im kanadischen Québec. 1998 wechselte der Linksverteidiger zu den Lac St. Louis Lakers. 2003 wurde er von Montreal Impact, die damals in der A-League (heute USL First Division) spielten, verpflichtet. Bei Impact unterschrieb er zunächst einen Amateurvertrag, den er später verlängerte. Mit Hainault in der Aufstellung wurde Montreal Impact 2004 Meister der A-League.
Anfang 2006 wechselte Hainault zum tschechischen Erstligisten FK SIAD Most, bei dem er im Mai desselben Jahres einen Zweijahresvertrag als Profi unterschrieb. In Most spielte er regelmäßig auf der Position des Innenverteidigers. Anfang Januar 2008 wechselte Hainault auf Leihbasis zu Sparta Prag. 2009 absolvierte er die Saisonvorbereitung bei Houston Dynamo und unterschrieb im April einen Vierjahresvertrag. 
Im Juli 2013 ging Hainault nach Deutschland und schloss sich dem Zweitligisten VfR Aalen an. Dort stand er bis zum Ende der Saison 2014/15 unter Vertrag, an deren Ende er mit der Mannschaft in die 3. Liga abstieg.
Nach dem Abstieg der Aalener wechselte Hainault zur Saison 2015/16 zum künftigen Ligakonkurrenten 1. FC Magdeburg. Dort etablierte er sich in der Hinrunde als Stammspieler auf der linken Abwehrseite. Zu Beginn der Rückrunde zog er sich einen Innenbandriss zu und fiel bis Saisonende aus; dennoch verlängerte der Verein seine Vertragslaufzeit bis 2018. In der Hinrunde der Spielzeit 2016/17 kam er wegen einer Verletzung nur zu zwei Einsätzen. Eine Operation in der Winterpause bedeutete für ihn erneut das vorzeitige Saisonende. Am 20. Spieltag der Saison 2017/18 gab er sein Comeback auf dem Rasen, und am 11. März 2018 erzielte er beim 6:1 gegen den VfR Aalen sein erstes Tor für den FCM.
Zur Saison 2018/19 wechselte Hainault zum Zweitligaabsteiger 1. FC Kaiserslautern, bei dem er einen bis zum 30. Juni 2020 laufenden Vertrag unterschrieb. Nach Ende seines Vertrages wechselte Hainault in die U23 der Roten Teufel in der Oberliga, wo er als Führungsspieler eingeplant wurde, und unterschrieb einen neuen Einjahresvertrag. Aufgrund der COVID-19-Pandemie in Deutschland wurde der Spielbetrieb in der Oberliga jedoch ab Oktober 2020 eingestellt und die Saison vorzeitig abgebrochen. Zudem war Hainault auch als „Stand-by“-Spieler in der Drittligamannschaft eingeplant. Auf diese Weise kam er noch zu zwei weiteren Drittliga-Einsätzen, ehe er ab Februar 2021 verletzungsbedingt ausfiel. Nach Ablauf seines Vertrages beendete Hainault im Sommer 2021 seine Spielerkarriere.

### Nationalmannschaft
Hainault wurde erstmals 2002 für eine kanadische Nachwuchsauswahl nominiert, als er in die kanadische U-17-Auswahl berufen wurde. Zuvor hatte er schon an einem Trainingslager der U-15-Auswahl teilgenommen. Zwischen 2002 und 2003 absolvierte Hainault 14 Spiele für die U-17-Auswahl, von 2003 bis 2005 stand er 17-mal für die U-20-Nationalmannschaft auf dem Platz, darunter dreimal bei der Junioren-WM 2005 in den Niederlanden. 
Am 12. November 2006 wurde Hainault zum ersten Mal in der kanadischen Nationalmannschaft eingesetzt. In den folgenden Jahren wurde er fester Bestandteil der Mannschaft. 2007, 2009, 2011 sowie 2015 nahm er mit der Auswahl am CONCACAF Gold Cup teil; davon 2007 sowie 2011 jeweils als Stammspieler und 2009 sowie 2015 jeweils als Ergänzungsspieler. Insgesamt bestritt er bis 2016 44 Spiele für die Nationalmannschaft.

## Trainerkarriere
Nach dem Ende seiner Spielerkarriere hospitierte Hainault während der Saison 2021/22 im Nachwuchsleistungszentrum des Bundesligisten 1. FSV Mainz 05. Anschließend verpflichtete ihn der Verein im Sommer 2022 als Co-Trainer der zweiten Mannschaft in der Regionalliga Südwest unter dem ebenfalls neuen Cheftrainer Jan Siewert. Nach Siewerts Beförderung zum Cheftrainer der Profimannschaft im November 2023 behielt auch dessen Nachfolger Benjamin Hoffmann Hainault als Co-Trainer.
Im Sommer 2024 verließ Hainault die Mainzer und schloss sich dem Nordost-Regionalligisten Hallescher FC an, bei dem er Co-Trainer im Team von Mark Zimmermann wurde.

## Sonstiges
Sein jüngerer Bruder Alexandre Alex (* 1990) war ebenfalls als Fußballspieler aktiv und spielte unter anderem in Schweden.